# 深潜者
深潛者（Deep Ones）是霍华德·菲利普·洛夫克拉夫特創建的克蘇魯神話中出現的虛構生物，最早出现在其于1931年发表的短篇小说《印斯茅斯疑雲》（The Shadow Over Innsmouth）中，但在其更早的作品《达贡》（Dagon，1917年）中已有這些生物的雛形。与深潛者有關的題材不斷地被引用和再創作，是克蘇魯神話體系中影響重大的元素之一。

## 簡介
深潜者是住在海底的類人種族，外觀为魚頭人身，身上的主色是灰綠色，但有白色的腹部，四肢的指間有蹼，身上覆有鱗，眼睛如魚眼一般突出且不會合上，頸部有鰓，在陸上行動時會用兩腳或四肢蛙跳躍進，在相關典籍中被描述為像蛙的魚或像魚的蛙，身上帶有濃厚的魚腥味，也有不少完全脱离人形。雖然外觀看似與人類有顯著的差異，似乎沒有高智慧的表徵，但深潛者是除非遭殺害否则就会永生不死的高智慧種族，且会利用魚獲和黃金與海島上的住民交易活人以當祭品。他們信仰并效忠于父神达贡和母神海德拉（两名较小的旧日支配者，也有可能仅仅是特别巨大的深潜者），克蘇魯也是他們的信仰對象。

## 混種
深潛者可以與人類生下混種的後代，所生下的後代一開始同常人無異，但隨著年歲增長，會慢慢表現出越來越多的深潛者特徵，这被稱為印斯茅斯長相，不同人的變化速度不同，也有人終身沒有異狀，若是變化完成，則此混種會由海灣等水邊入水，加入深潛者族群，由於不死的特性，深潛者的後代可能会見到他們的遠祖。